# ساكن الكود (تبن)

تعديل مصدري - تعديل

ساكن الكود هي إحدى قرى عزلة الحوطة بمديرية تبن التابعة لمحافظة لحج، بلغ تعداد سكانها 113 نسمة حسب تعداد اليمن لعام 2004.